# Darrel Mitchell
Darrel Mitchell (New Iberia, 3 maggio 1984) è un ex cestista statunitense.

## Palmarès
- Leaders Cup: 1

Monaco: 2016
- Coppa di Cipro: 1

AEL Limassol: 2009
- Pro B: 1

Monaco: 2014-15
- Superleague 1: 1

Spartak Primor'e: 2017-18